# Christa Estenfeld
Christa Estenfeld (vollständiger Name: Christa Estenfeld-Kropp, * 2. Juli 1947 in Mainz) ist eine deutsche bildende Künstlerin und Schriftstellerin.

## Leben
Christa Estenfeld studierte Grafik-Design und Kunst in Mainz. Sie lebt in Rümmelsheim und unterrichtet als Oberstudienrätin das Fach Kunst an einem Gymnasium in Bad Kreuznach.
Estenfeld ist als bildende Künstlerin vor allem als Grafikerin und Illustratorin hervorgetreten. Seit den 1980er Jahren veröffentlicht sie Lyrik und Prosa.
Estenfeld ist Mitglied im Bundesverband Bildender Künstlerinnen und Künstler und im Verband Deutscher Schriftsteller.

## Ehrungen
- 2000 Förderpreis zum Bremer Literaturpreis
- 2005 Sonderpreis der Jury zum Buch des Jahres Rheinland-Pfalz

## Werke
- In Augenhöhe. Gedichte und Bilder. (Samisdat). Edition Artfusion, Rümmelsheim 1987.
- Die Menschenfresserin. Erzählungen. Haffmans Verlag, Zürich 1999, ISBN 3-251-00443-3.
- Schreizeichen. Märchen vom internen Tal. (Samisdat). Edition Artfusion, Rümmelsheim 2001, ISBN 3-00-008484-3.
- Buffalo Bills Sattel. Erzählungen. (Samisdat). Edition Artfusion, Rümmelsheim 2005, ISBN 3-8334-2821-X.
- Elektrische Schatten. Roman. VAT Verlag André Thiele, Mainz 2010, ISBN 978-3-940884-26-8.